# Scolytoplatypus
Scolytoplatypus är ett släkte av skalbaggar. Scolytoplatypus ingår i familjen vivlar.

## Dottertaxa tillScolytoplatypus, i alfabetisk ordning[1]
- Scolytoplatypus acuminatus
- Scolytoplatypus aervidentatus
- Scolytoplatypus africanus
- Scolytoplatypus armatus
- Scolytoplatypus benguetus
- Scolytoplatypus bombycinus
- Scolytoplatypus brahma
- Scolytoplatypus carinatus
- Scolytoplatypus congonus
- Scolytoplatypus daimio
- Scolytoplatypus darjeelingi
- Scolytoplatypus eichelbaumi
- Scolytoplatypus eutomoides
- Scolytoplatypus fasciatus
- Scolytoplatypus glaber
- Scolytoplatypus grandidentatus
- Scolytoplatypus hamatus
- Scolytoplatypus himalayensis
- Scolytoplatypus hirsutus
- Scolytoplatypus hova
- Scolytoplatypus javanus
- Scolytoplatypus kivuensis
- Scolytoplatypus kunala
- Scolytoplatypus luzonicus
- Scolytoplatypus macgregori
- Scolytoplatypus maculatus
- Scolytoplatypus madagascariensis
- Scolytoplatypus mikado
- Scolytoplatypus minimus
- Scolytoplatypus mutabilis
- Scolytoplatypus muticus
- Scolytoplatypus nanus
- Scolytoplatypus neglectus
- Scolytoplatypus nitidicollis
- Scolytoplatypus nitidus
- Scolytoplatypus obtectus
- Scolytoplatypus occidentalis
- Scolytoplatypus octopinosus
- Scolytoplatypus opacicollis
- Scolytoplatypus papuanus
- Scolytoplatypus parvus
- Scolytoplatypus paucegranulatus
- Scolytoplatypus permirus
- Scolytoplatypus piceus
- Scolytoplatypus pubescens
- Scolytoplatypus pusillus
- Scolytoplatypus raja
- Scolytoplatypus reticulatus
- Scolytoplatypus ruficauda
- Scolytoplatypus setosus
- Scolytoplatypus shogun
- Scolytoplatypus sinensis
- Scolytoplatypus siomio
- Scolytoplatypus superciliosus
- Scolytoplatypus truncatus
- Scolytoplatypus tycon
- Scolytoplatypus ussuriensis
- Scolytoplatypus uter